# ストリップ・ファイターII
『ストリップ・ファイターII』(すとりっぷふぁいたーつー)は、ハッカーインターナショナルが1994年3月26日にリリースしたPCエンジン用2D型対戦型格闘ゲーム。
ゲームエンジンは台湾C&E製のMS-DOS用ソフトウェア「Super Fighter」をベースにしている。

## 登場キャラクター
ベラ
マーサ
メデューサ
ニーナ
ユキ
アマンダ